# Филигера (Италия)
 Тази статия е за селото в Северна Италия.  За вида риба вижте Филигера.  
Филигѐра (на италиански: Filighera; на ломбардски: Flighera, Фълигера) е село и община в Северна Италия, провинция Павия, регион Ломбардия. Разположено е на 74 m надморска височина. Населението на общината е 840 души (към 2017 г.).